# Botanička bašta Misurija
Botanička bašta Misurija je botanička bašta koja se nalazi na 4344 Ša Bulevaru u St. Luisu, Misuri. Takođe je neformalno poznata kao Šaov vrt po osnivaču i filantropu Henriju Ša. Njen herbarijum, sa više od 6,6 miliona primeraka, je drugi po veličini u Severnoj Americi, iza herbarijuma Njujorške Botaničke bašte. Šifra Indeks Herbariorum koja je dodeljena herbarijumu je MO i koristi se kada se citiraju smešteni primerci.

## Publikacije
- Annals of the Missouri Botanical Garden
- Novon: A Journal for Botanical Nomenclature

## Spoljašnje veze
- Zvanični veb-sajt
- Botanička bašta Misurija na sajtu
- Climatron history and architecture
- The Japanese Garden
- Building big: Databank: Climatron (pbs.org)
- Tower Grove Park
- Botanicus, Digital library